# Estadio Ramón Unamuno
El Estadio Ramón Unamuno fue un estadio de fútbol multipropósito. Estuvo ubicado entre las calles Los Ríos y Cuenca en el centro de la ciudad de Guayaquil. Fue inaugurado el 24 de septiembre de 1922 con el nombre de Puerto Duarte o Estadio Guayaquil luego rebautizado el 8 de octubre de 1924 con el nombre de Estadio Municipal, posteriormente fue cambiado en 1960, al nombre Estadio Ramón Unamuno rindiendo homenaje al exjugador de diversos clubes a nivel local y múltiple campeón, también exentrenador del Emelec, Barcelona y Selección Nacional (entre los más destacados), Ramón Unamuno. Era usado mayoritariamente para la práctica del fútbol fue el estadio de fútbol profesional más popular, legendario y tradicional de Guayaquil. Allí jugaba como local la Club Social, Cultural y Deportivo Fedeguayas y el Club Sport Estudiantes del Guayas, equipos de la Segunda División del fútbol ecuatoriano. Contaba con capacidad para 5.000 espectadores. El estadio también cumplió un gran papel en el fútbol local, ya que antes de la construcción e inauguración del Estadio George Capwell y del Estadio Modelo Alberto Spencer, Antes lo utilizaba el Barcelona, Emelec, Panamá Sporting Club, 9 de Octubre, Patria, Everest, Norte América, Deportivo Español, Guayaquil Sport Club, Unión Deportiva Valdez, Ayacucho, Sporting Packard, General Córdova, Libertad, Rocafuerte, Río Guayas, Racing Club, Oriente, Diablo Rojo, Cleveland, Athletic Club, Daring, Italia, Montenegro, Audax Argentino, América de Guayaquil, Asoguayas, Huancavilca, Chacarita Junior, Palestina, Favorita, entre otros legendarios equipos profesionales y amateurs guayaquileños de los años 20, 30, 40 y 50 cuando jugaba de local en este estadio desde hace algunos años.
En él se vivían los mayores clásicos del balompié porteño y fue sede del primer partido oficial del Clásico del Astillero el 22 de agosto de 1943 en donde se enfrentaron Barcelona y Emelec.
El estadio fue sede de distintos eventos deportivos y futbolísticos de diferentes categorías a nivel local.

## Encuentros futbolísticos

#### Primer partido internacional en Guayaquil[1]
| Amistoso Internacional; 8 de octubre de 1926 | Sporting Packard                                  | 3:2' | Arturo Prat          |                              |                              |
|                                              | Octavio Quiñonez · Ramón Unamuno · Alberto Garzón |      | Pereira · Villalobos | Árbitro(s): Nicolás Parducci | Árbitro(s): Nicolás Parducci |

| Amistoso Internacional; 10 de octubre de 1926 | Sociedad Deportiva Gladiador | 0:7' | Arturo Prat |                  |                  |
|                                               |                              |      | [[]] · [[]] | Árbitro(s): [[]] | Árbitro(s): [[]] |

| Amistoso Internacional; 12 de octubre de 1926 | Selección de Guayaquil            | 2:2' | Arturo Prat            |                         |                         |
|                                               | Ramón Unamuno · Alberto Navarrete |      | Villalobos · Contreras | Árbitro(s): Carlos Puig | Árbitro(s): Carlos Puig |

| Amistoso Internacional; 17 de octubre de 1926 | Selección de Guayaquil                                             | 4:3' | Arturo Prat                |                          |                          |
|                                               | "Mocho" Conforme · Alberto Navarrete · Carlos Vélez · Carlos Vélez |      | Villalobos · Ortiz · Ortiz | Árbitro(s): Mr. Hertrich | Árbitro(s): Mr. Hertrich |

#### Primer Clásico del Astillero
| 1° Fecha del Torneo Amateur 1943; 22 de agosto de 1943 | Barcelona S.C.          | 4:3' | C.S. Emelec           |                   |                   |
|                                                        | [[ ]] , · [[ ]] · [[ ]] |      | [[ ]] · [[ ]] · [[ ]] | Árbitro(s): [[ ]] | Árbitro(s): [[ ]] |